# David Berthezène
Pour les articles homonymes, voir Berthezène.
Pas d'image ? Cliquez ici

a Compétitions nationales et continentales officielles uniquement.

b Matchs officiels uniquement.
David Berthezène, né le 27 octobre 1980 à Perpignan, est un joueur français de rugby à XIII. Il évoluera pour le club des Dragons Catalans durant les saisons 2006 et 2007 en Super League, au poste de talonneur.

## Palmarès
- Collectif :
  - Vainqueur de la Coupe d'Europe : 2005 ( France).
  - Finaliste de la Challenge Cup : 2007 (Dragons Catalans).

## Anciens clubs
- Avant 2003 :
- Saison 2003/2004 : Union Treiziste Catalane
- Saison 2004/2005 : Union Treiziste Catalane
- Saison 2006 : Dragons Catalans
- Saison 2007 : Dragons Catalans
- Saison 2007/2008 : Union Treiziste Catalane
- Saison 2008/2009 : Union Treiziste Catalane
- Saison 2009/2010 : Palau Broncos XIII
- Saison 2010/2011 : Saint Laurent de la Salanque